# Wasser
Wasser (que significa Agua) es un barrio de Emmendingen en Baden-Wurtemberg, Alemania. El 30 de junio de 2013 tuvo 1.668 habitantes.
El Puente del Prado (en alemán: Wiesenbrücke), construido en 1898, conecta Wasser a través del río Elz con el barrio Bürkle-Bleiche.
|                                                             |
| Vertedero de Wasser con el puente del prado en el trasfondo |

|                  |
| Puente del Prado |

|              |
| Sala del Elz |

|                  |
| Escuela primaria |